# Кубок Націй 1930
Кубок Націй (офіційна назва: Tournoi International de Football) — міжнародний футбольний турнір, що відбувся влітку 1930 року в Женеві, організований місцевою командою «Серветт». Турнір був проведений для клубів європейських країн незадовго до початку чемпіонату світу в Уругваї, на який від Європи поїхали лише Бельгія, Франція, Югославія і Румунія. Матчами турніру був відкритий стадіон футбольного клубу «Серветт» — «Шармілле». Переможцем змагань став угорський клуб «Уйпешт», а найкращим бомбардиром гравець цієї команди Іштван Авар.
Участь у Кубку Націй узяли діючі чемпіони або володарі кубків своїх країн, за винятком Іспанії. Спочатку планувалось провести змагання для 12 команд. Проте англійський чемпіон «Шеффілд Венсдей» не був запрошений, бо країна вийшла з лав ФІФА, а португальський чемпіон «Бенфіка» відмовився від участі. Ряд клубів для участі в турнірі підсилилися гравцями інших команд.

## Учасники турніру
- «Ферст Вієнна» (володар Кубка Австрії 1929 і 1930; 3-й призер національної першості 1928/29)
- «Сет» (володар Кубка Франції 1929/30, чемпіонат країни ще не проводився)
- «Болонья» (національний чемпіон 1928/29)
- «Гоу Егед Іглз» (національний чемпіон 1929/30)
- «Реал Уніон» Ірун (володар Кубка Іспанії 1927; 6-е місце національного чемпіонату 1929/30)
- «Серветт» (національний чемпіон 1929/30)
- «Серкль» Брюгге (національний чемпіон 1929/30)
- «Славія» Прага (національний чемпіон 1929/30, фіналіст Кубка Мітропи 1929)
- «Фюрт» (національний чемпіон 1929)
- «Уйпешт» Будапешт (національний чемпіон 1929/30, володар Кубка Мітропи 1929)

## Перший раунд
| Дата      | Команда 1  | Рахунок    | Команда 2      |
| --------- | ---------- | ---------- | -------------- |
| 28 червня | «Серветт»  | 0:7        | «Ферст Вієнна» |
| 29 червня | «Сет»      | 3:4 (д.ч.) | «Фюрт»         |
| 29 червня | «Славія»   | 4:2        | «Серкль»       |
| 30 червня | «Уйпешт»   | 3:1        | «Реал Уніон»   |
| 2 липня   | «Гоу Егед» | 0:4        | «Болонья»      |

- У матчі між командами «Сет» і «Фюрт» був призначений додатковий час, що тривав до забитого гола, який відбувся на 140-й хвилині матчу.
- «Болонья» і «Гоу Егед» з запізненням прибули до Женеви, тому їх поєдинок першого раунду відбувся тоді, коли вже був зіграний перший матч 1/4 фіналу. В підсумку обидві команди пройшли в чвертьфінал.

| 28.06.1930 |

| «Серветт» | 0:7 (0:5)  | «Ферст Вієнна»                                                        |
| --------- | ---------- | --------------------------------------------------------------------- |
|           | (Протокол) | 17' (аг) Мінеллі 24', 28', 45', 82' Адельбрехт 44' Гібіш 51' Гшвайдль |

| Шармілле, Женева Глядачів: 10 000 Арбітр: Патрік |

«Серветт»: П'єр Може — Северіно Мінеллі, Шарль Був'є — Август Гезер, Курт Піхлер, Макс Освальд — Гастон Чиррен, Карл Лінк, Раймон Пасселло, Жорж Шабанель, Пепіто Родрігес, тренер: Тедді Дакворт
«Вієнна»: Карл Горешовський — Карл Райнер, Йозеф Блум — Отто Каллер, Леопольд Гофманн, Віллібальд Шмаус — Антон Брозенбауер, Йозеф Адельбрехт, Фрідріх Гшвайдль, Густав Тьогель, Леопольд Гібіш, тренер: Фердинанд Фрітум
| 29.06.1930 |

| «Фюрт»                                    | 4:3 (2:2, 3:3) | «Сет»                            |
| ----------------------------------------- | -------------- | -------------------------------- |
| 21', 23', 148' Руппрехт 59' (аг.) Фрондас | (Протокол)     | 17', 49' 25' Фрідманн · 25' Лієб |

| Шармілле, Женева Глядачів: 15 000 Арбітр: Рафаель Руофф |

«Фюрт»: Ганс Негер — Ганс Гаген, Конрад Клайнлайн — Фюрш, Людвіг Лайнбергер, Гайнріх Ауер — Андреас Франц, Карл Руппрехт, Ганс Фауст, Георг Франк, Георг Кіслінг, тренер: Ганс Краусс
«Сет»: Шарль Френдас — Едвард Скіллер, Андре Чардар — Луї Казаль, Йозеф Каюзар, Еміль Фежан — Едмон Крамер (Ксав'є Люсібелло), Мілан Бецич, Лієб, Александр Фрідманн, Калікс, тренер: Сідні Реган
| 29.06.1930 |

| «Славія»                             | 4:2 (2:1)  | «Серкль» Брюгге           |
| ------------------------------------ | ---------- | ------------------------- |
| 20', 21', 80' (пен.) Пуч 59' Свобода | (Протокол) | 25' Вернімме 88' Вангальм |

| Шармілле, Женева Глядачів: 12 000 Арбітр: Стенлі Роуз |

«Славія»: Франтішек Планічка — Ладислав Женишек, Антонін Новак — Антонін Водічка, Адольф Шимперський, Ладислав Шубрт — Франтішек Юнек, Їндржих Шолтис, Франтішек Свобода, Антонін Пуч, Йозеф Кратохвіл, тренер: Джон Мадден
«Серкль Брюгге»: Роберт Брает — Луї Баєс, Проспер Де Бойс — Мішель Делоф, Флорімонт Вангальм, Еуген ван Горікс — Артур Рюссшарт, Роже Прот, Мішель Вандербаувгеде, Раймонд Герребулдт, Шарль Вернімме
| 30.06.1930 |

| «Уйпешт»               | 3:1 (1:1)  | «Реал Уніон»     |
| ---------------------- | ---------- | ---------------- |
| Авар 30' 68' Шпітц 89' | (Протокол) | 34' Луїс Регейро |

| Шармілле, Женева Глядачів: 6 000 — 18 000 Арбітр: Рене Мерсе |

«Уйпешт»: Янош Акнаї — Дьюла Дудаш, Йожеф Фогль — Ференц Боршаньї, Бела Волентік, Янош Віг — Альберт Штрек, Іштван Авар, Янош Хаваш, Іллеш Шпітц, Габор Сабо, тренер: Лайош Баняї
«Реал Уніон»: Антоніо Емері — Мануель Альса, Роман Аррієта — Франсиско Гамборена, Рене Петі, Педро Регейро — Еухеніо Іларіо, Луїс Регейро, Хосе Састре, Еміліано Гармандія (Себастьян Вігерас, 46), Хуан Еччеварія
| 02.07.1930 |

| «Гоу Егед» | 0:4 (0:0)  | «Болонья»                              |
| ---------- | ---------- | -------------------------------------- |
|            | (Протокол) | 50' 79' Маїні 68' Регуццоні 68' Бузіні |

| Шармілле, Женева Арбітр: Стенлі Роуз |

«Гоу Егед»: Лео Галле — Ян Брокман, Антон Удінк — Еверт Шеммекес, Ян Галле, Ян Ремеєр — Ян Стенверт, Ян де Креєк, Германн Бріллеман, Тео де Креєк, Ролоф де Вріс
«Болонья»: Маріо Джанні — Еральдо Мондзельйо, Феліче Гаспері — Луїджі Баярді (Гастоне Мартеллі, 30), Маріо Ардіссоне, Альфредо Пітто — Аллегро Фаччіні, Карло Регуццоні, Бруно Маїні, Антоніо Бузіні, Манфредо Гранді, тренер: Германн Фельснер

## Додатковий раунд
За путівки в чвертьфінал для команд, що програли в першому раунді.
| Дата    | Команда 1    | Рахунок | Команда 2 |
| ------- | ------------ | ------- | --------- |
| 1 липня | «Серветт»    | 2:1     | «Серкль»  |
| 1 липня | «Реал Уніон» | 5:1     | «Сет»     |

| 1.07.1930 |

| «Серветт»               | 2:1 (1:0)  | «Серкль» Брюгге    |
| ----------------------- | ---------- | ------------------ |
| 43' Чиррен 66' Пасселло | (Протокол) | 48' Вандербаувгеде |

| Шармілле, Женева Глядачів: 3 000 Арбітр: Стенлі Роуз |

«Серветт»: П'єр Може — Северіно Мінеллі, Джон Дюбуше — Кікі Турлінг, Карл Лінк, Ганс Ругг — Гастон Чиррен, Пепіто Родрігес, Раймон Пасселло, Жорж Шабанель, Нідерер, тренер: Тедді Дакворт
«Серкль Брюгге»: Роберт Брает — Луї Баєс, Проспер Де Бойс — Мішель Делоф, Флорімонт Вангальм, Артур Рюссшарт — Альфонс Декорт, Мішель Вандербаувгеде, Роже Прот, Раймонд Герребулдт, Шарль Вернімме
| 1.07.1930 |

| «Реал Уніон»                              | 5:1 (2:0)  | «Сет»      |
| ----------------------------------------- | ---------- | ---------- |
| 7', 27', 71' Л.Регейро 59', 67' Еччеварія | (Протокол) | 74' Калікс |

| Шармілле, Женева Глядачів: 1 000 Арбітр: Ганс Ендерлі |

«Реал Уніон»: Антоніо Емері — Мануель Альса, Роман Аррієта — Педро Регейро, Франсиско Гамборена, Себастьян Вігерас — Еухеніо Іларіо, Хосе Састре, Рене Петі, Луїс Регейро, Хуан Еччеварія
«Сет»: Шарль Френдас — Едвард Скіллер, Андре Чардар — Ксавье Люсібелло, Йозеф Каюзар, Дюран — Едмон Крамер, Мілан Бецич, Лієб, Александр Фрідманн, Калікс

## Чвертьфінали
| Дата    | Команда 1      | Рахунок | Команда 2 |
| ------- | -------------- | ------- | --------- |
| 2 липня | «Ферст Вієнна» | 7:1     | «Фюрт»    |
| 3 липня | «Гоу Егед»     | 0:7     | «Уйпешт»  |
| 3 липня | «Реал Уніон»   | 1:2     | «Славія»  |
| 4 липня | «Серветт»      | 4:1     | «Болонья» |

| 02.07.1930 |

| «Ферст Вієнна»                                     | 7:1 (4:1)  | «Фюрт»            |
| -------------------------------------------------- | ---------- | ----------------- |
| Гшвайдль 15' 25' 35' Тьогель 32' 59' 60' Гібіш 62' | (Протокол) | 20' Карл Руппрехт |

| Шармілле, Женева Глядачів: 7 000 Арбітр: Патрік |

«Вієнна»: Карл Горешовський — Карл Райнер, Йозеф Блум — Отто Каллер, Леопольд Гофманн, Леонард Маху — Антон Брозенбауер, Йозеф Адельбрехт, Фрідріх Гшвайдль, Густав Тьогель, Леопольд Гібіш, тренер: Фердинанд Фрітум
«Фюрт»: Ганс Негер — Ганс Гаген, Клайнлайн — Фюрш, Людвіг Лайнбергер, Бек — Андреас Франц, Карл Руппрехт, Гайнріх Ауер, Георг Франк, Георг Кіслінг
| 03.07.1930 |

| «Гоу Егед» | 0:7 (0:0)  | «Уйпешт»                                           |
| ---------- | ---------- | -------------------------------------------------- |
|            | (Протокол) | 4' 49' 68' 79' Авар 68' (пен.) Сабо 44' 56' Хармат |

| Шармілле, Женева Глядачів: 7 000 Арбітр: Ганс Ендерлі |

«Гоу Егед»: Лео Галле — Ян Брокман (Бультель, 12), Антон Удінк — Еверт Шеммекес, Ян Галле, Ян Ремеєр — Ян Стенверт, Германн Бріллеман, Ян де Креєк, Тео де Креєк, Ролоф де Вріс
«Уйпешт»: Янош Акнаї — Дьюла Дудаш, Йожеф Фогль — Ференц Боршаньї, Янош Кевеш, Янош Віг — Альберт Штрек, Іштван Авар, Імре Хармат, Іллеш Шпітц, Габор Сабо, тренер: Лайош Баняї
| 3.07.1930 |

| «Реал Уніон» | 1:2 (1:0)  | «Славія»             |
| ------------ | ---------- | -------------------- |
| 19' Петі     | (Протокол) | 51' Юнек 63' Свобода |

| Шармілле, Женева Глядачів: 18 000 Арбітр: Рене Мерсе |

«Реал Уніон»: Антоніо Емері — Мануель Альса, Роман Аррієта — Педро Регейро, Франсиско Гамборена, Себастьян Вігерас — Еухеніо Іларіо, Луїс Регейро, Сантьяго Уртізбереа, Рене Петі, Хуан Еччеварія
«Славія»: Франтішек Планічка — Ладислав Женишек, Антонін Новак — Антонін Водічка, Адольф Шимперський, Вілем Кьоніг — Франтішек Юнек, Їндржих Шолтис, Франтішек Свобода, Антонін Пуч, Йозеф Кратохвіл, тренер: Джон Мадден
| 04.07.1930 |

| «Серветт»                                        | 4:1 (2:0)  | «Болонья» |
| ------------------------------------------------ | ---------- | --------- |
| Пітто 5' (аг) Був'є 42' Мінеллі 47' Пасселло 50' | (Протокол) | 44' Маїні |

| Шармілле, Женева Арбітр: Стенлі Роуз |

«Серветт»: П'єр Може — Северіно Мінеллі, Джон Дюбуше — Кікі Турлінг, Карл Лінк, Макс Освальд — Гастон Чиррен, Пепіто Родрігес, Раймон Пасселло, Жорж Шабанель, Шарль Був'є, тренер: Тедді Дакворт
«Болонья»: Маріо Джанні — Еральдо Мондзельйо, Феліче Гаспері — Гастоне Мартеллі, Маріо Ардіссоне, Альфредо Пітто — Аллегро Фаччіні, Карло Регуццоні, Бруно Маїні, Антоніо Бузіні, Манфредо Гранді, тренер: Германн Фельснер

## Півфінали
| Дата    | Команда 1      | Рахунок | Команда 2 |
| ------- | -------------- | ------- | --------- |
| 5 липня | «Уйпешт»       | 3:0     | «Серветт» |
| 5 липня | «Ферст Вієнна» | 1:3     | «Славія»  |

| 05.07.1930 |

| «Серветт» | 0:3 (2:0)  | «Уйпешт»              |
| --------- | ---------- | --------------------- |
|           | (Протокол) | 25' 62' Авар 85' Сабо |

| Шармілле, Женева Глядачів: 16 000 Арбітр: Рене Марсе |

«Сервет»: П'єр Може — Северіно Мінеллі, Шарль Був'є — Кікі Турлінг, Карл Лінк, Ганс Ругг — Гастон Чиррен, Пепіто Родрігес, Раймон Пасселло (Едмонд Баї, 35), Жорж Шабанель, Ледерер, тренер: Тедді Дакворт
«Уйпешт»: Янош Акнаї — Дьюла Дудаш, Йожеф Фогль — Ференц Боршаньї, Бела Волентік (Янош Кевеш, 27), Янош Віг — Альберт Штрек, Іштван Авар, Янош Хаваш, Іллеш Шпітц, Габор Сабо, тренер: Лайош Баняї
| 05.07.1930 |

| «Славія»            | 3:1 (3:1)  | «Ферст Вієнна» |
| ------------------- | ---------- | -------------- |
| 15' 30' 55' Свобода | (Протокол) | 6' Гшвайдль    |

| Шармілле, Женева Глядачів: 14 000 Арбітр: Патрік |

«Славія»: Франтішек Планічка — Ладислав Женишек, Антонін Новак — Антонін Водічка, Адольф Шимперський, Вілем Кьоніг — Франтішек Юнек, Їндржих Шолтис, Франтішек Свобода, Антонін Пуч, Йозеф Кратохвіл, тренер: Джон Мадден
«Вієнна»: Карл Горешовський — Карл Райнер, Йозеф Блум — Отто Каллер, Леопольд Гофманн, Леонард Маху — Антон Брозенбауер, Йозеф Адельбрехт, Фрідріх Гшвайдль, Густав Тьогель, Леопольд Гібіш, тренер: Фердинанд Фрітум

## Матч за третє місце
| Дата    | Команда 1 | Рахунок | Команда 2      |
| ------- | --------- | ------- | -------------- |
| 6 липня | «Серветт» | 1:5     | «Ферст Вієнна» |

| 06.07.1930 |

| «Серветт»   | 1:5 (0:3)  | «Ферст Вієнна»                                       |
| ----------- | ---------- | ---------------------------------------------------- |
| Поретті 56' | (Протокол) | 9' Гібіш 25' Гофманн 41' Гшвайдль 59' 80' Адельбрехт |

| Шармілле, Женева Глядачів: 15 000 Арбітр: Ендерлін |

«Вієнна»: Карл Горешовський — Карл Райнер, Йозеф Блум — Вільгельм Шаден, Леопольд Гофманн, Леонард Маху — Антон Брозенбауер, Йозеф Адельбрехт, Фрідріх Гшвайдль, Густав Тегель, Леопольд Гібіш, тренер: Фердинанд Фрітум
«Серветт»: П'єр Може (Жан Фрідль, 46) — Северіно Мінеллі (Едмонд Баї, 30), Джон Дюбуше — Август Гезер, Ганс Ругг, Макс Освальд — Гастон Чиррен, Лохер, Раймон Пасселло, Альдо Поретті, Шарль Був'є, тренер: Тедді Дакворт

## Фінал

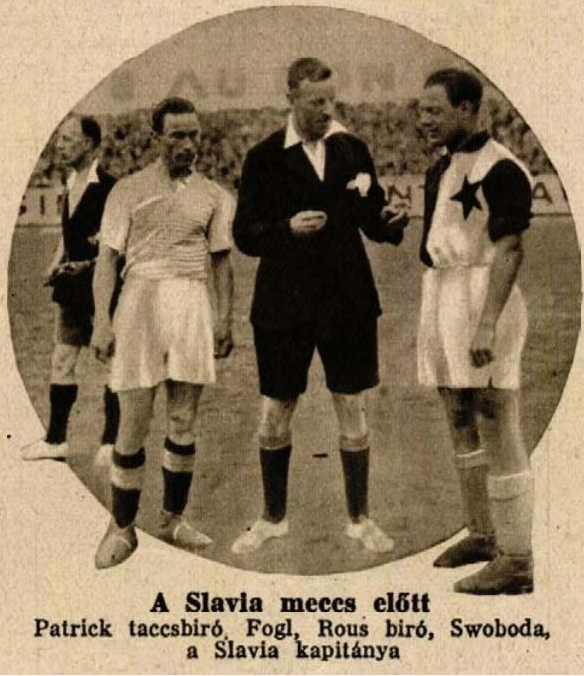
Перед початком фінального матчу. Йожеф Фогль, Стенлі Роуз і Франтішек Свобода

| 6 липня 1930 |

| «Уйпешт» (Будапешт)    | 3 — 0      | «Славія» (Прага) |
| ---------------------- | ---------- | ---------------- |
| 25' 64' 77' Янош Кевеш | (Протокол) |                  |

| Шармілле, Женева Глядачів: 22,000 Арбітр: Стенлі Роуз |

| «Уйпешт» (Будапешт) |                 |
|                     |                 |
| ВР                  | Янош Акнаї      |
| ЗХ                  | Дьюла Дудаш     |
| ЗХ                  | Йожеф Фогль     |
| ПЗ                  | Ференц Боршаньї |
| ПЗ                  | Бела Волентік   |
| ПЗ                  | Янош Віг        |
| НП                  | Альберт Штрек   |
| НП                  | Іштван Авар     |
| НП                  | Янош Кевеш      |
| НП                  | Іллеш Шпітц     |
| НП                  | Габор Сабо      |
| Тренер:             |                 |
| Лайош Баняї         |                 |

| «Славія» (Прага)   |                    |
|                    |                    |
| ВР                 | Франтішек Планічка |
| ЗХ                 | Адольф Фіала       |
| ЗХ                 | Антонін Новак      |
| ПЗ                 | Антонін Водічка    |
| ПЗ                 | Адольф Шимперський |
| ПЗ                 | Ладислав Шубрт     |
| НП                 | Франтішек Юнек     |
| НП                 | Їндржих Шолтис     |
| НП                 | Франтішек Свобода  |
| НП                 | Антонін Пуч        |
| НП                 | Вацлав Бара        |
| Тренер:            |                    |
| Джон Вільям Мадден |                    |

## Склад чемпіона
| Воротар: Янош Акнаї (4). Захисники: Дьюла Дудаш (4), Йожеф Фогль (4). Півзахисники: Ференц Боршаньї (4), Янош Віг (4), Янош Кевеш (3.3), Бела Волентік (3). Нападники: Іштван Авар (4.8), Габор Сабо (4.2), Альберт Штрек (4), Іллеш Шпітц (4.1), Янош Хаваш (2), Імре Хармат (1.2). Тренер: Лайош Баняї. Запасні: Реже Хубер, Карой Кеваго |

|  |  |  |

## Найкращі бомбардири

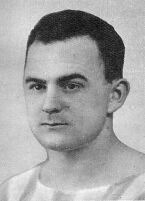
Іштван Авар

| Місце | Гравець                           | Голи |
| ----- | --------------------------------- | ---- |
| 1     | Іштван Авар («Уйпешт»)            | 8    |
| 2     | Йозеф Адельбрехт («Ферст Вієнна») | 6    |
| 2     | Фрідріх Гшвайдль («Ферст Вієнна») | 6    |
| 4     | Карл Руппрехт («Фюрт»)            | 4    |
| 4     | Луїс Регейро («Реал Уніон»)       | 4    |
| 6     | Габор Сабо («Уйпешт»)             | 3    |
| 6     | Янош Кевеш («Уйпешт»)             | 3    |
| 6     | Бруно Маїні (Болонья)             | 3    |
| 6     | Антонін Пуч («Славія»)            | 3    |
| 6     | Франтішек Свобода («Славія»)      | 3    |
| 6     | Густав Тьогель («Ферст Вієнна»)   | 3    |
| 6     | Леопольд Гібіш («Ферст Вієнна»)   | 3    |